# 여길 봐 Baby/Yellow
《여길 봐 Baby/Yellow》(こっち向いて Baby/Yellow)는 크리에이터 팀 supercell과 livetune이 양 A면으로, 음성합성 소프트웨어 VOCALOID를 보컬로 사용한 스플릿 싱글이다. 2010년 7월 14일에 소니 뮤직 다이렉트에서 발매되었다.

## 개요
플레이스테이션 포터블 전용 소프트웨어 《하츠네 미쿠 -프로젝트 디바-2nd》의 타이업 송이다. 초회한정판에는 《여길 봐 Baby》의 풀 CG 애니메이션으로 만들어진 뮤직 비디오와, 《Yellow》의 비디오클립과 수집용 카드가 동봉되어있다. 자켓의 일러스트는 우키 아츠야가 담당했다

## 수록 곡
1. 여길 봐 Baby(こっち向いて Baby)
  - 작사·작곡·편곡 : ryo
2. Yellow
  - 작사·작곡·편곡 : kz
3. 블랙★록 슈터 2M MIX(ブラック★ロックシューター 2M MIX)
  - 작사·작곡·편곡 : ryo
4. I Wanna Be Your World
  - 작사·작곡·편곡 : kz
5. 여길 봐 Baby(instrumental)
  - 작사·작곡·편곡 : ryo
6. Yellow(instrumental)
  - 작사·작곡·편곡 : kz

## 같이 보기
- VOCALOID
- 하츠네 미쿠